# Kia Sportage
La Kia Sportage est un modèle de SUV du constructeur automobile sud-coréen Kia produit en cinq générations depuis 1994.

## Première génération (1994-2002)
Le Sportage, sorti de 1993 à 2002 est le premier SUV Kia et se décline en 2 portes, 4 portes et coupé-cabriolet. Il est disponible avec deux transmissions 4x4 et 4x2.
Il existe une version cabriolet de cette première génération, le Sportage Cutback. 
La première génération du Kia Sportage a été développée sur la base de la plateforme d'ingénierie du Mazda Bongo. Elle partage de nombreux composants mécaniques tels que le moteur, les transmissions (versions initiales) et les différentiels avec la ligne de véhicules Mazda. Cela s'est produit pendant l'alliance de Kia avec Ford et Mazda, qui impliquait que Ford/Mazda fournissait la technologie et que Kia fournissait des installations de fabrication à faible coût pour la société Ford. 
De 1995 à 1998, le Sportage était fabriqué par Karmann en Allemagne ; les acheteurs européens recevaient des versions construites en Allemagne pendant cette période, tandis que le reste du monde recevait des versions fabriquées en Corée du Sud. Il a été lancé en Asie en juillet 1993 et les ventes européennes ont commencé deux ans plus tard.
Le Sportage était vendu soit en SUV cinq portes, soit en cabriolet à toit souple trois portes. Kia a initialement développé le wagon en version de longueur standard, mais vers 1996, l'entreprise a sorti une version allongée. Ce modèle allongé – principalement vendu sur les marchés asiatiques sous le nom de "Sportage Grand", mais aussi sous le nom de "Grand Wagon" – présentait une carrosserie plus longue de 305 mm (12,0 pouces) utilisant le même empattement, une augmentation de la capacité de chargement de 1 570 à 2 220 litres (55,4 à 78,4 pieds cubes), et le déplacement de la roue de secours du hayon vers le dessous du plancher.
Kia offrait trois moteurs d'origine Mazda dans le Sportage, en commençant par le moteur essence 2,0 litres FE DOHC quatre cylindres en ligne produisant 95 kW (128 ch) et le moteur diesel 2,0 litres RF quatre cylindres en ligne d'une puissance de 61 kW (82 ch). Les modèles diesel étaient principalement limités aux marchés européens, tout comme la version plus basique à simple arbre à cames en tête (SOHC) du moteur essence 2,0 litres FE. Offrant 87 kW (117 ch), ce moteur essence était disponible à partir de 2000. En Amérique du Nord, le moteur 2,0 litres FE DOHC produisait 130 ch (97 kW) et avait une option de transmission intégrale. Le Kia Sportage de l'année modèle 1997 a été le premier véhicule de production au monde à être équipé d'un airbag pour les genoux.
Ce modèle de première génération (1993–2002) s'est vendu en faible quantité, même sur le marché domestique en Corée du Sud, et les modèles après la prise de contrôle partielle de Kia par Hyundai en 1998 (1997–2002) ont été rappelés deux fois pour des roues arrière se détachant en cours de conduite. La première génération du Sportage a été discontinuée en Corée du Sud en 2002 et en Amérique du Nord après l'année modèle 2002. En 2003, la plupart des marchés internationaux avaient cessé de commercialiser la gamme Sportage, bien qu'elle soit restée en vente dans certains pays en développement jusqu'à l'arrivée de son remplacement de deuxième génération en 2005.

Le Kia Sportage de première génération a obtenu le résultat le plus bas possible lors des tests de collision ANCAP en Australie – une étoile sur cinq. En plus d'une défaillance des ceintures de sécurité, la structure du véhicule s'est effondrée.

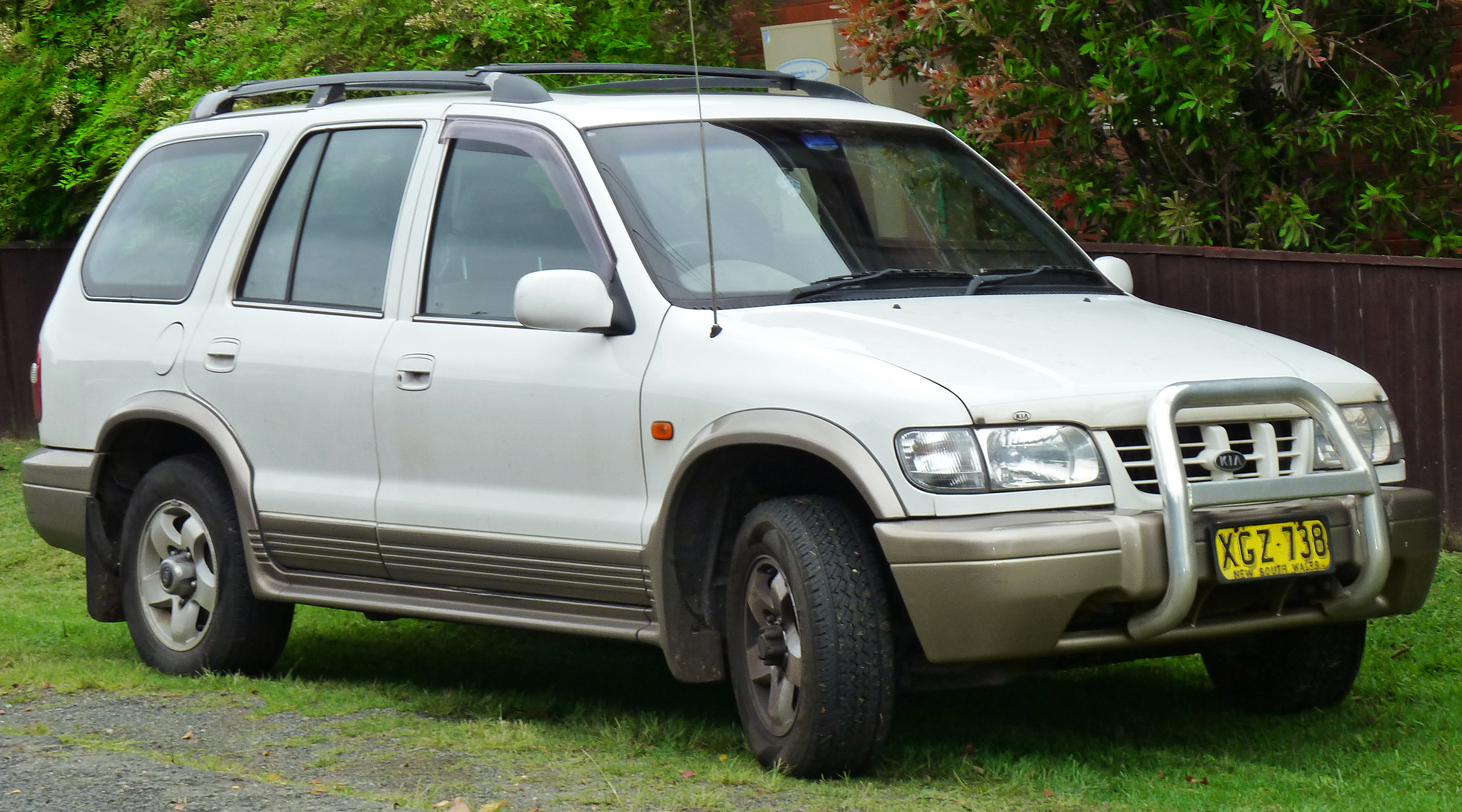
Kia Sportage I Grand Wagon
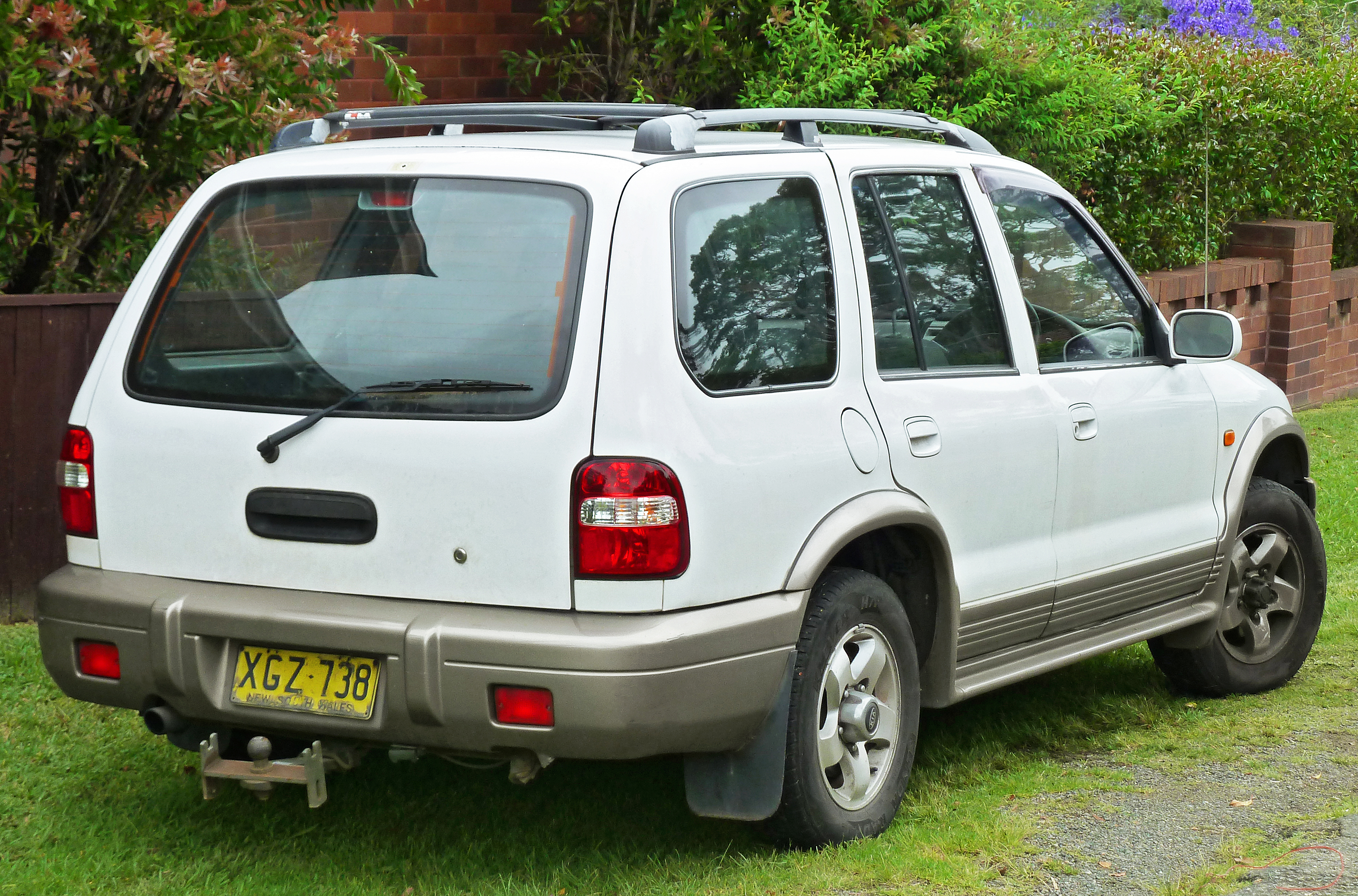
Kia Sportage I Grand Wagon

## Deuxième génération (2004-2010)
Lancée en novembre 2004, la deuxième génération repose sur la plate-forme du Hyundai Tucson commercialisé à la même époque. Il se différencie du Tucson par sa carrosserie spécifique et sa mécanique V6.
Le Sportage est disponible en roues avant motrices sur les modèles 2WD "Urban Rider" (uniquement disponible avec les motorisations 2,0 litres) et en transmission intégrale 4WD.
Il est fabriqué jusqu'en 2010, sauf en Chine où il reçoit un restylage supplémentaire et poursuit sa carrière jusqu'en 2015.

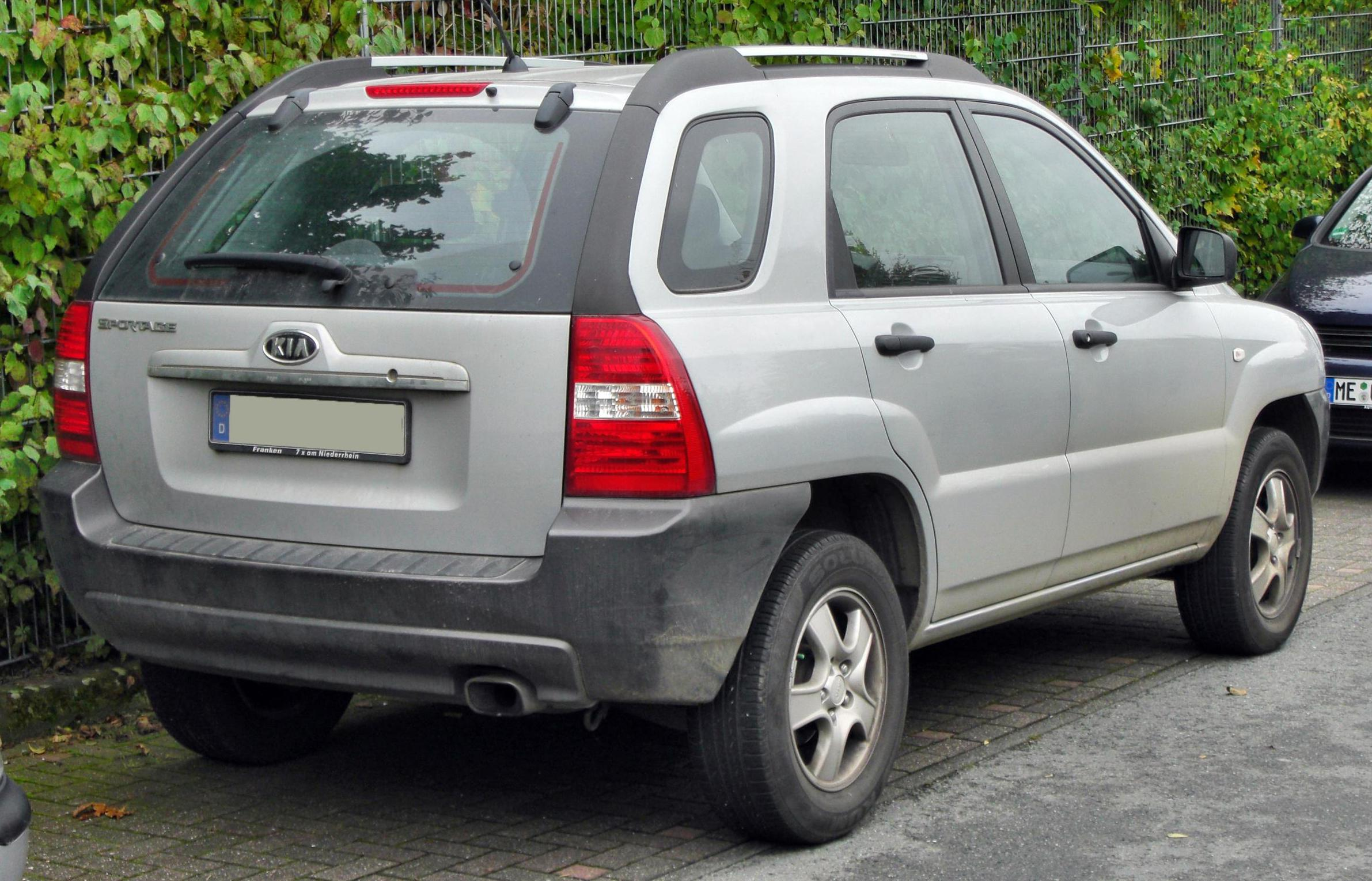
Kia Sportage II phase 1
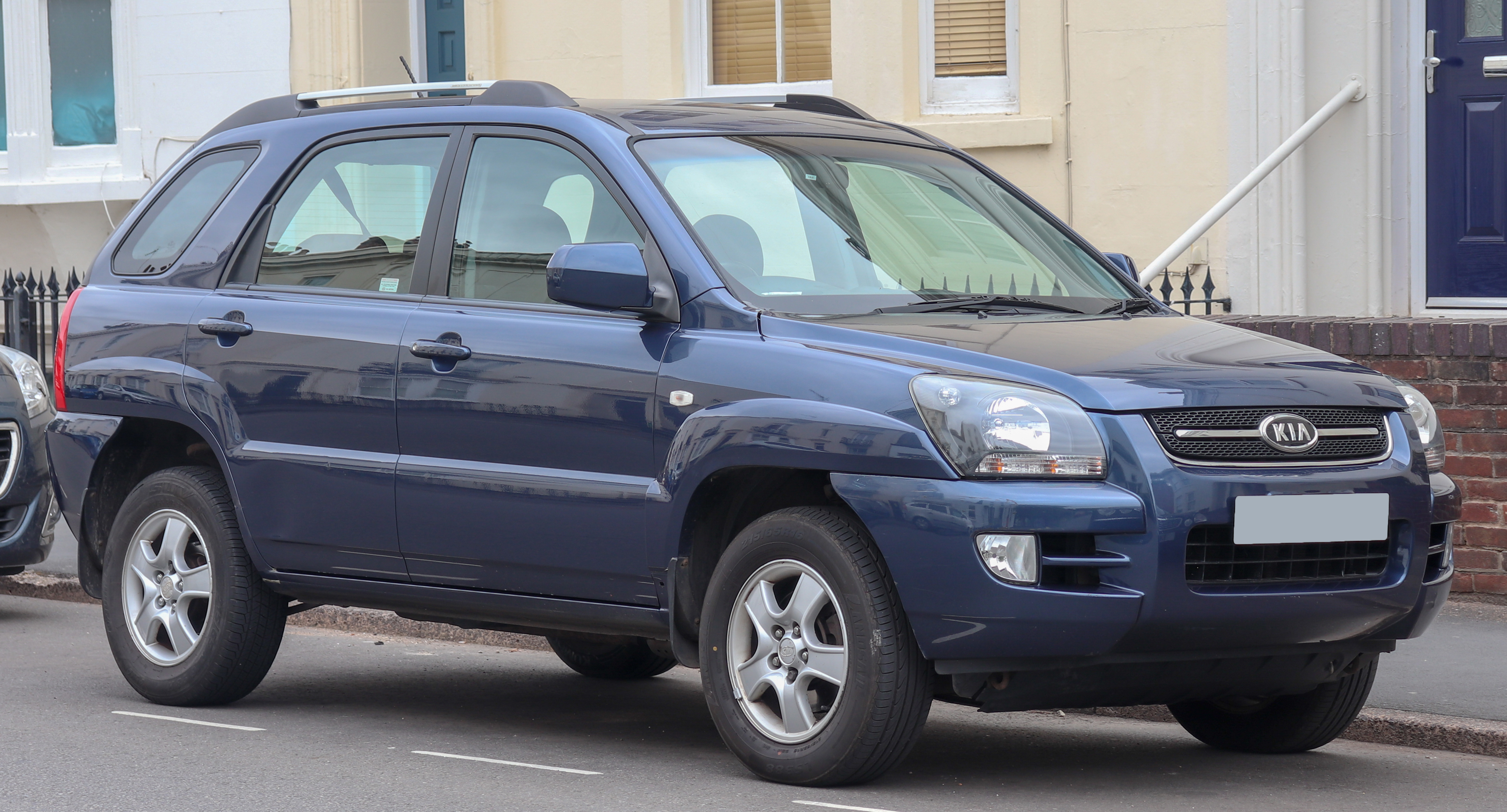
Kia Sportage II phase 2
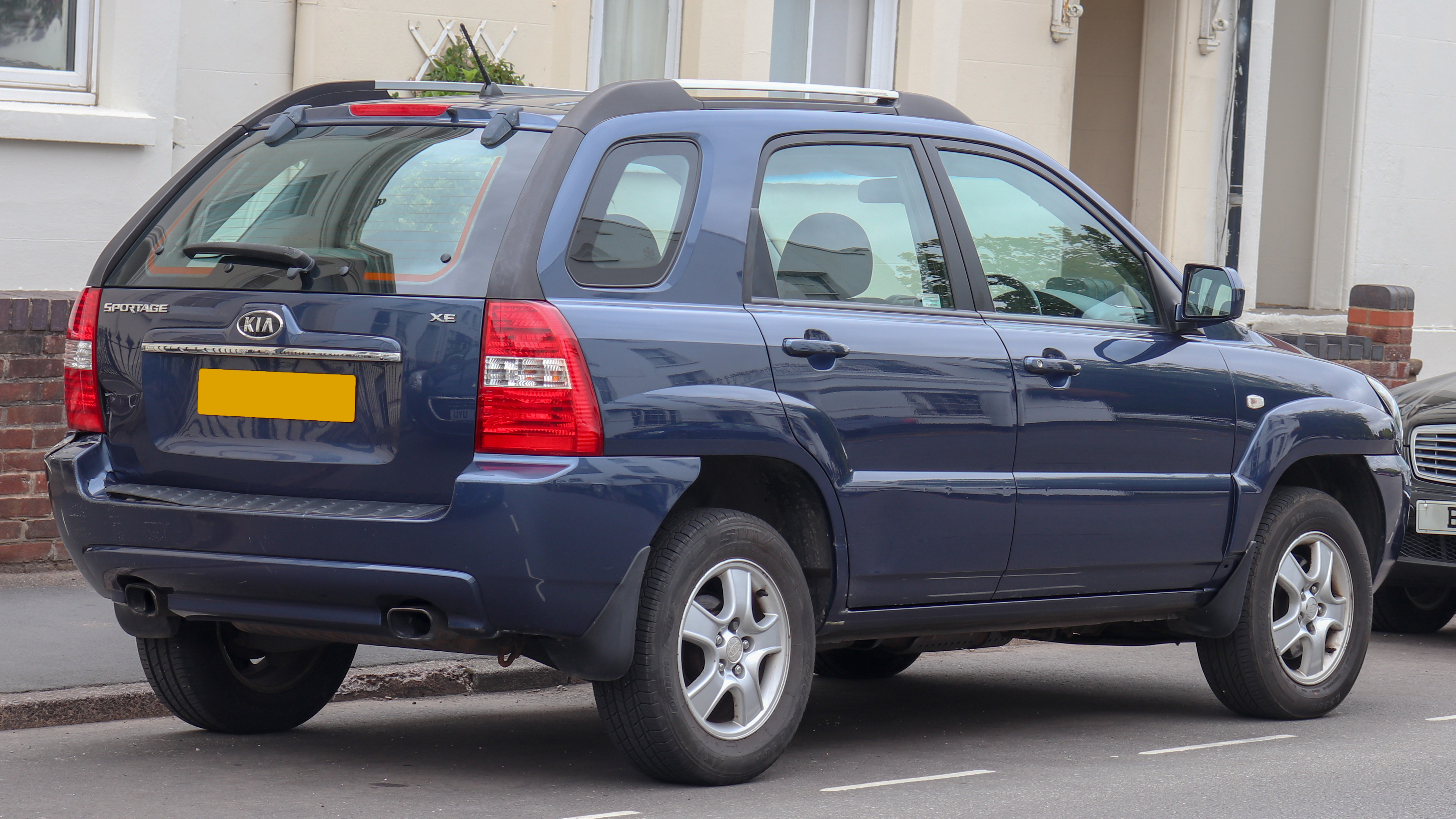
Kia Sportage II phase 2
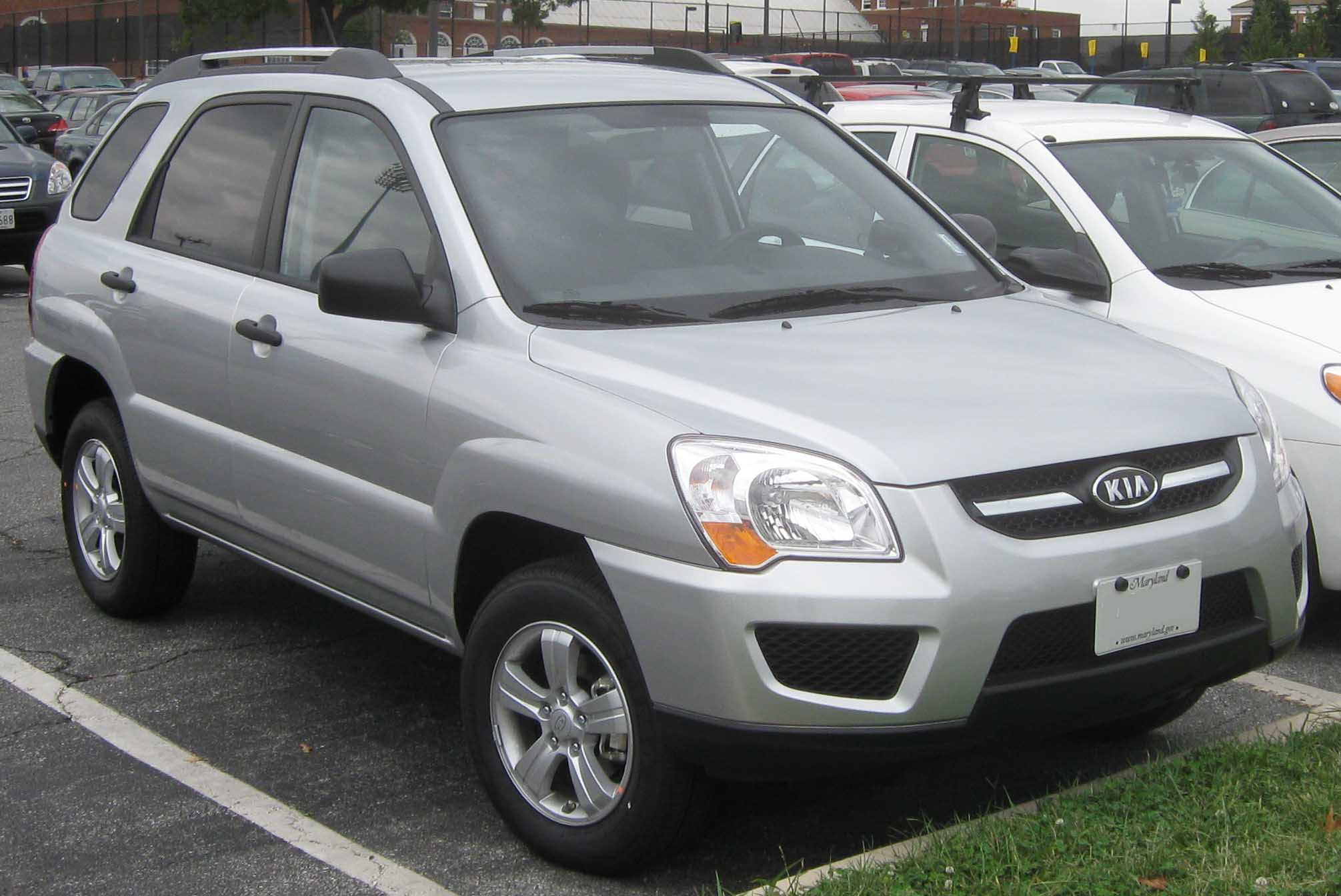
Kia Sportage II phase 3
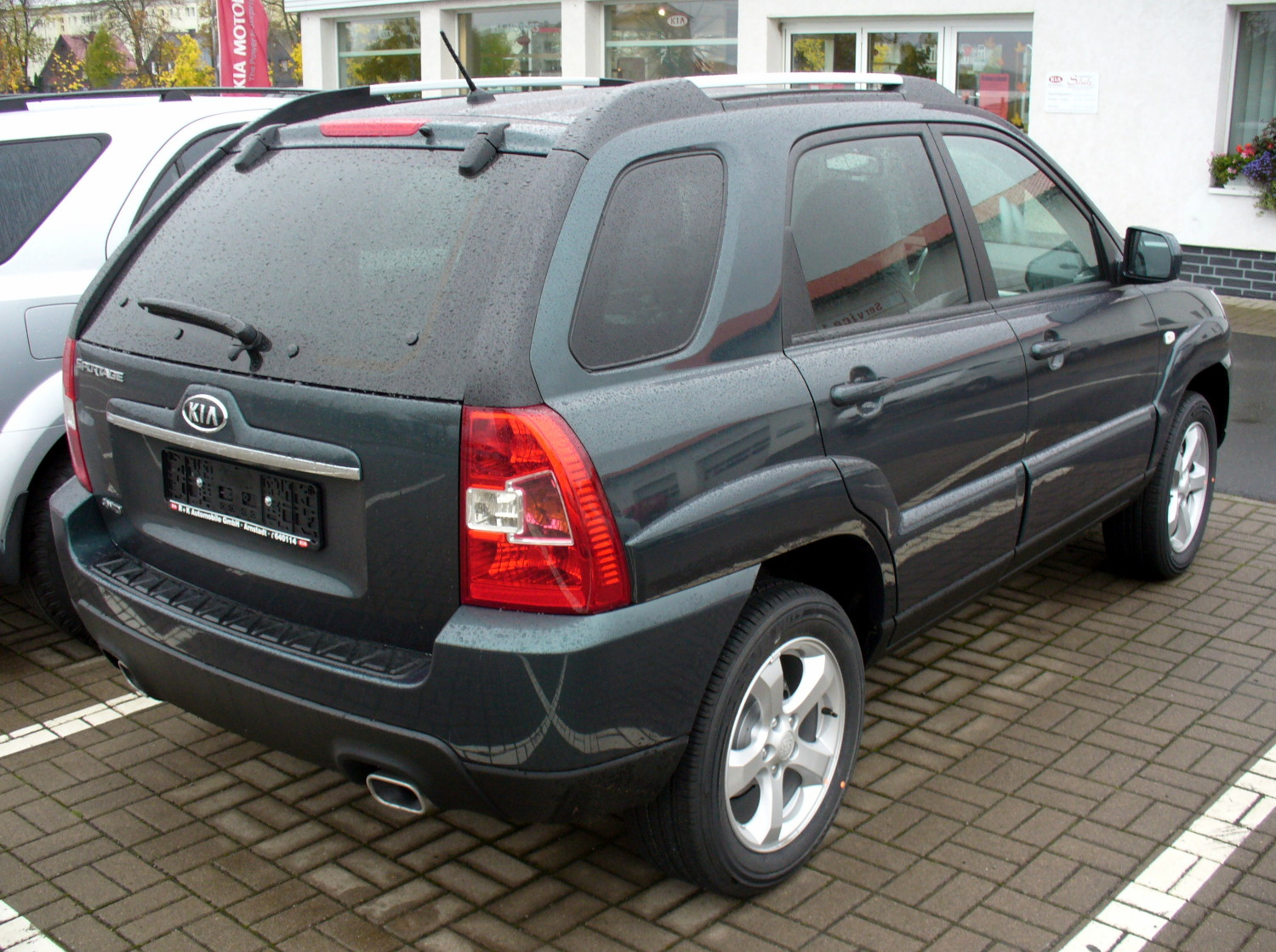
Kia Sportage II phase 3
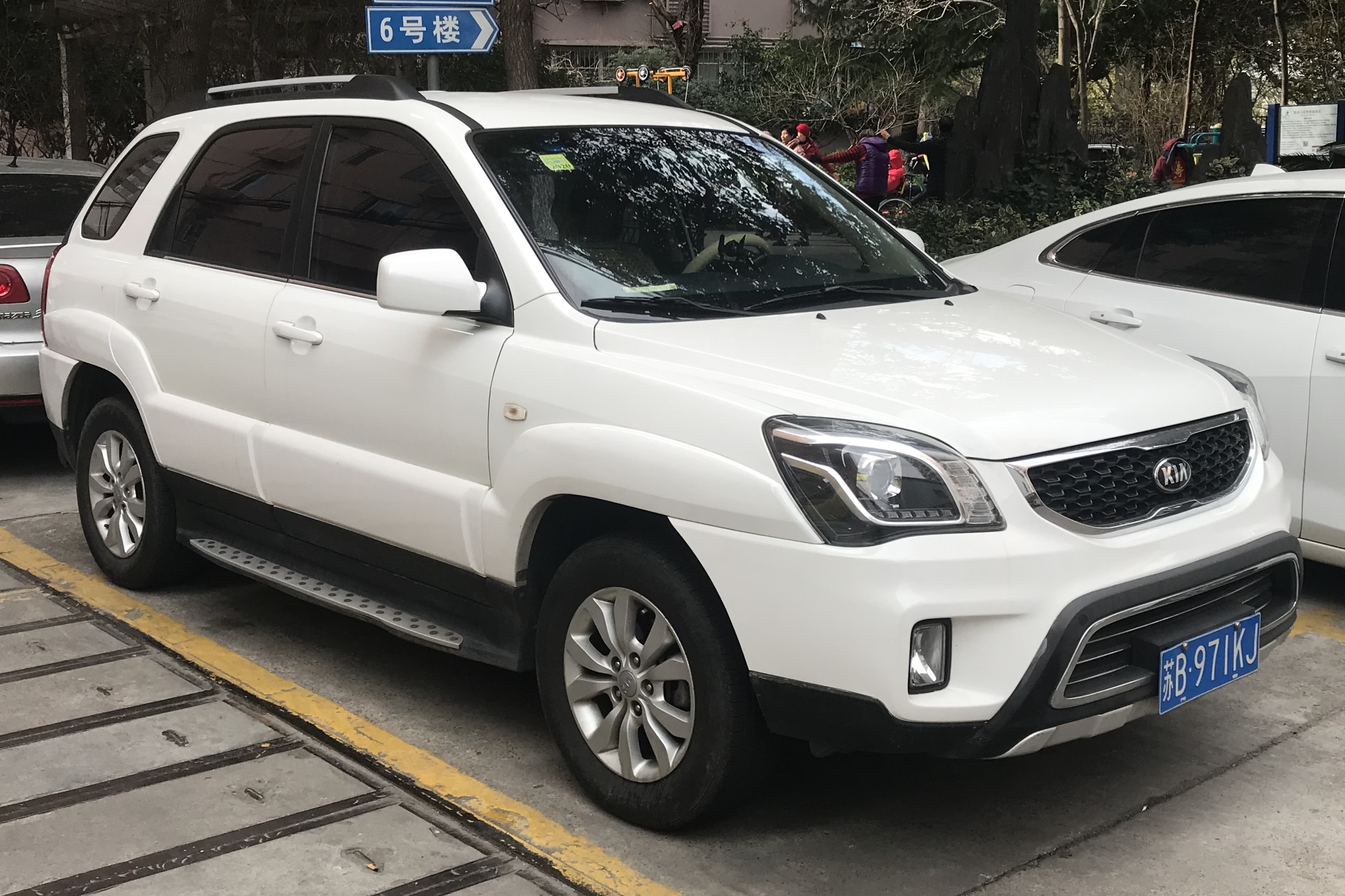
Kia Sportage II phase 4 (modèle chinois)
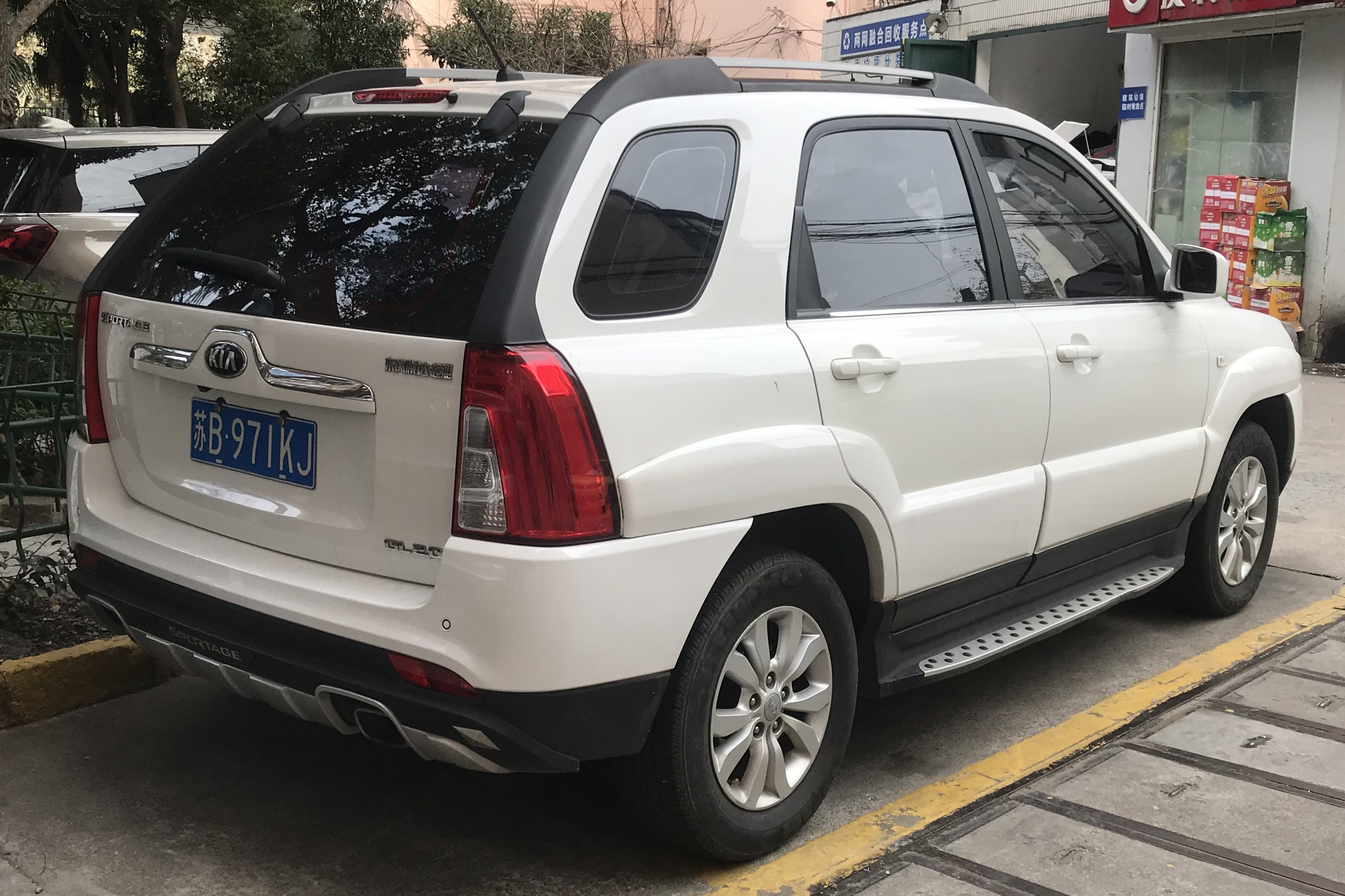
Kia Sportage II phase 4 (modèle chinois)

### Motorisations
À sa commercialisation, le Sportage dispose de motorisations essence et Diesel. En essence, l’offre débute par un 4 cylindres 2,0 l de 128 ch et est complétée par un V6 2,7 l de 175 ch. L’offre Diesel comprend un seul moteur, un 4 cylindres 2,0 l de 112 ch.
En 2006, le 2,0 litres essence passe à 142 ch et une nouvelle version du moteur Diesel vient compléter la gamme. Cette motorisation reçoit une rampe commune de dernière génération et 16 soupapes permettant de porter la puissance à 140 ch. Une boîte de vitesses manuelle à 6 rapports est proposée avec la motorisation Diesel de 140 ch. Quelques mois après, le moteur Diesel dans sa version 112 ch n’est plus proposé.
| Modèle            | Modèle     | 2.0        | 2.0        | 2.7        | 2.0 CRDi 110 | 2.0 CRDi 140 |
| ----------------- | ---------- | ---------- | ---------- | ---------- | ------------ | ------------ |
| Carburant         | Carburant  | sans-plomb | sans-plomb | sans-plomb | diesel       | diesel       |
| Type(1)           | Type(1)    | L4         | L4         | V6         | L4           | L4           |
| Cylindrée         | (cm3)      | 1 975      | 1 975      | 2 656      | 1 991        | 1 991        |
| Puissance fiscale | (CV)       | 9          | 9          | 12         | 7            | 8            |
| Puissance         | (ch)       | 128        | 142        | 175        | 112          | 140          |
| Couple            | (N m)      | 175        | 184        | 241        | 245          | 305          |
| Poids             | (kg)       | 1 621      | 1 612      | 1 595      | 1 612        | 1 685        |
| Consommation      | (l/100 km) | 8,2        | 8,2        | 10,0       | 7,1          | 7,0          |
| Vitesse maximale  | (km/h)     | 176        | 178        | 180        | 168          | 178          |
| 0-100 km/h        | (s)        | 11,3       | 11,3       | 10,5       | 13,8         | 12,0         |

(1) L4 : moteur 4 cylindres en ligne / V6 : moteur 6 cylindres en V.

### Finitions
Le Sportage bénéficie d’un large éventail d’équipements de série : ABS, airbags frontaux, airbags latéraux, airbags rideaux, direction assistée, régulateur de vitesse, vitres électriques, rétroviseur électrique, verrouillage électrique, climatisation manuelle, alarme, autoradio CD/MP3, banquette arrière rabattable 2/3-1/3, jantes alliage de 16 pouces, lunette de hayon rabattable, dossier passager avant inclinable, volant cuir.
La finition Motion reprend les équipements de série et rajoute l’anti-patinage.
La finition Active, milieu de gamme, comprend, en plus des équipements de la finition Motion, un pare-brise dégivrant, des rétroviseurs dégivrants, un ordinateur de bord, des antibrouillards avant, un rétroviseur intérieur photos-sensible, un éclairage d'intérieur, un capteur de luminosité. À ce niveau de finition la climatisation manuelle est remplacée par une climatisation automatique.
Enfin, la finition Major Tech, haut de gamme, reprend tous les équipements des autres finitions et est complétée avec un système ESP, un intérieur cuir, des sièges avant chauffants, un système GPS, un téléphone Bluetooth et un toit ouvrant (uniquement sur V6).

## Troisième génération (2010-2015)
Dévoilé au salon international de l'automobile de Genève 2010, il est commercialisé en Europe depuis septembre de cette même année. Il propose des versions 2 roues motrices et 4 roues motrices, boîte manuelle et boîte automatiques, toutes à 6 vitesses. Quatre motorisations sont au programme pour la France : un essence 1.6 135 ch, et trois Diesel : le nouveau 1.7 CRDi 115 ch, le 2.0 CRDi 136 ch, et le 2.0 CRDI 184 ch.
En 2014, le Sportage est restylé avec notamment une nouvelle calandre en nid d'abeilles, des boucliers et des feux arrière redessinés.
En 2015, le Sportage anime sa gamme par le biais d'une série limitée Edition 7 avec de nouveaux équipements sur la base de la finition Active. Pour le GPS tactile de série, à l'intérieur, on retrouve la climatisation automatique, les rétroviseurs rabattables électriquement, les jantes en alliage de 17 pouces et la caméra de recul. La série Edition 7 y ajoute une sellerie cuir/suédine, un ciel de pavillon noir, des compteurs rétro-éclairés avec technologie TFT, le système audio Premium Infinity et le GPS avec écran tactile 7". Ces deux derniers équipements sont habituellement réservés à la finition supérieure Premium.
Disponible avec le 1.6 GDI à essence de 135 ch 4x2 (26 600 euros) et le 1.7 CRDi 115 4x2 (28 900 euros), la série Edition 7 est facturée 1 000 euros de plus que les versions Active équivalentes, soit un avantage pour le client de 850 euros.

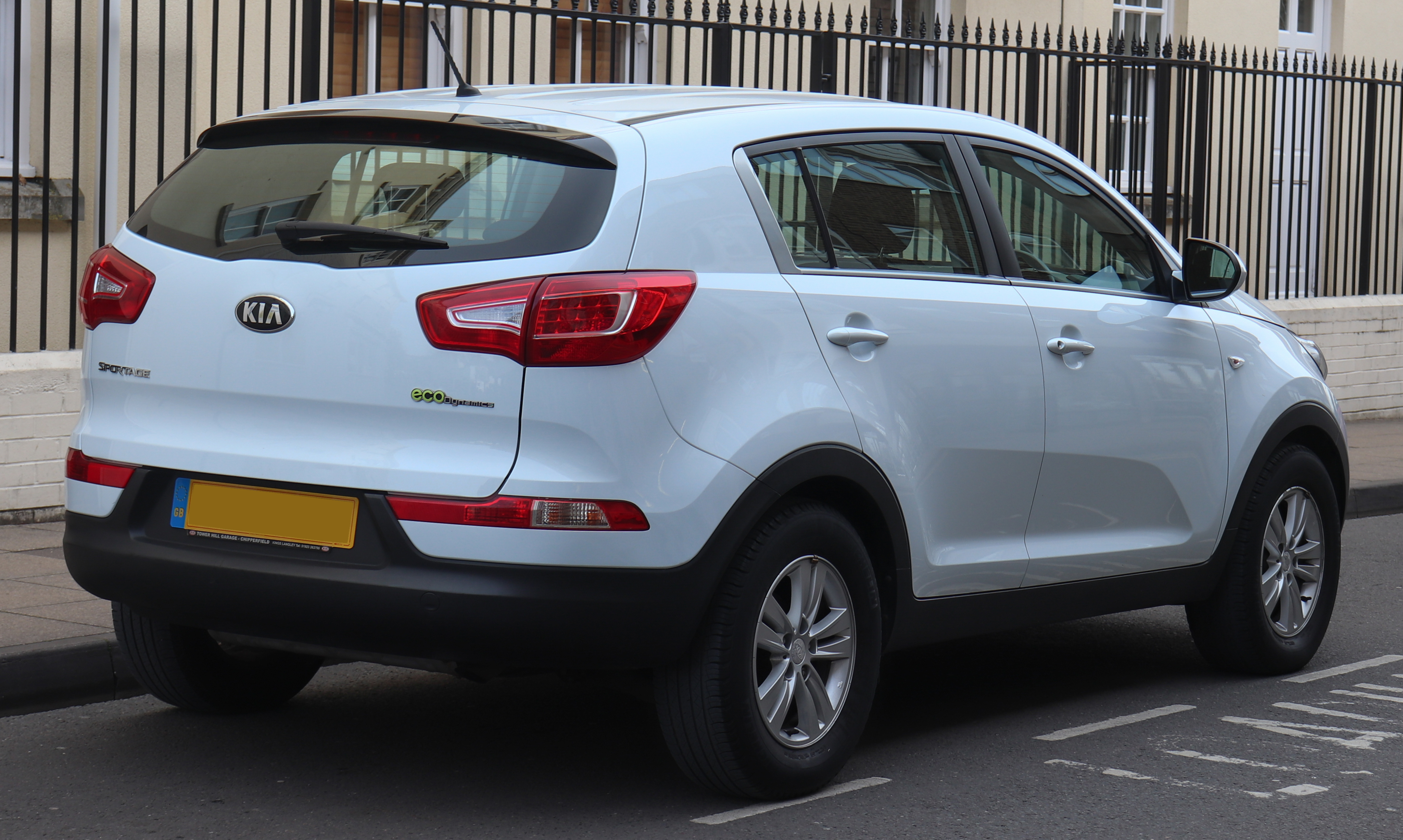
Kia Sportage III phase 1
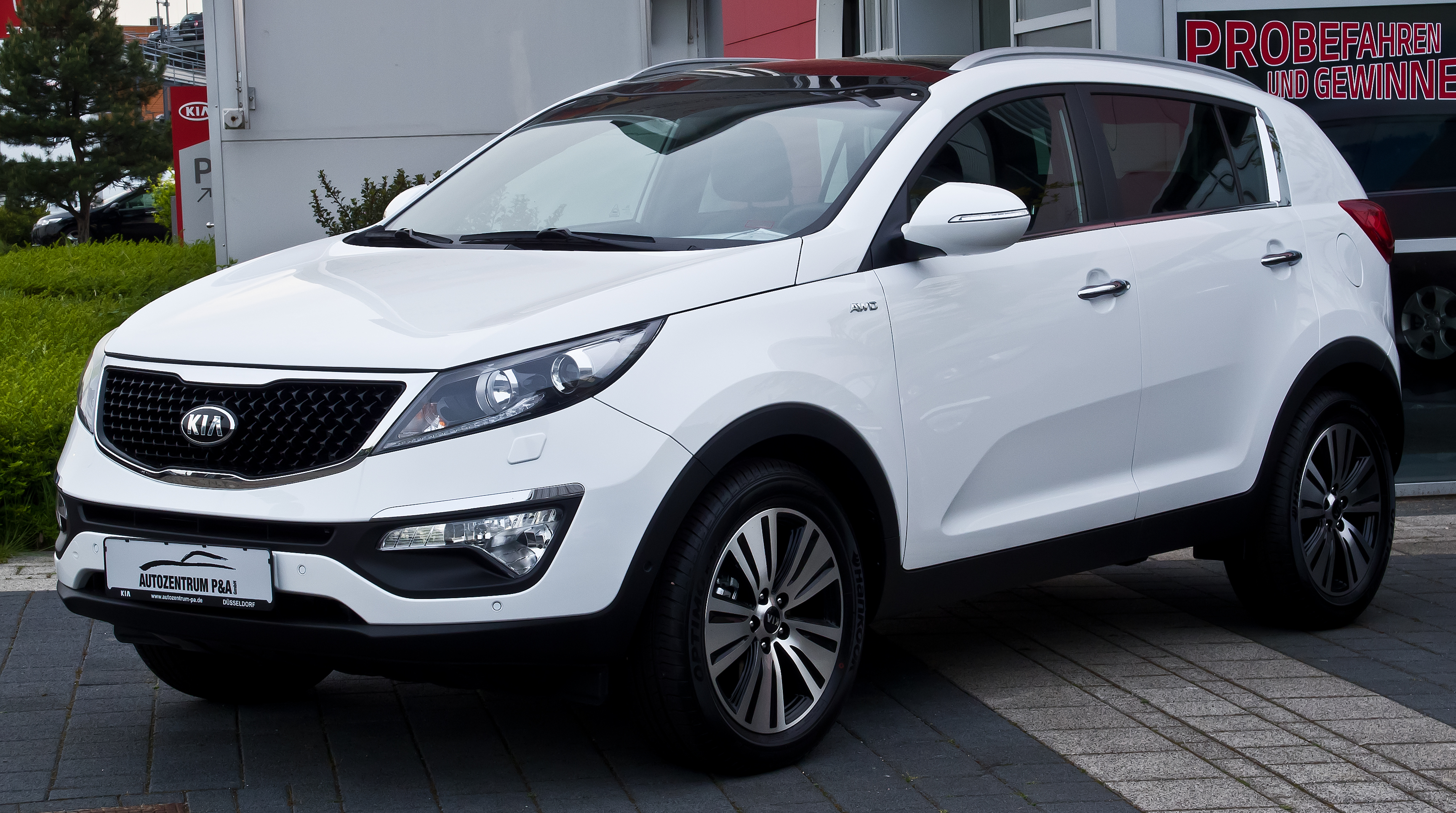
Kia Sportage III phase 2
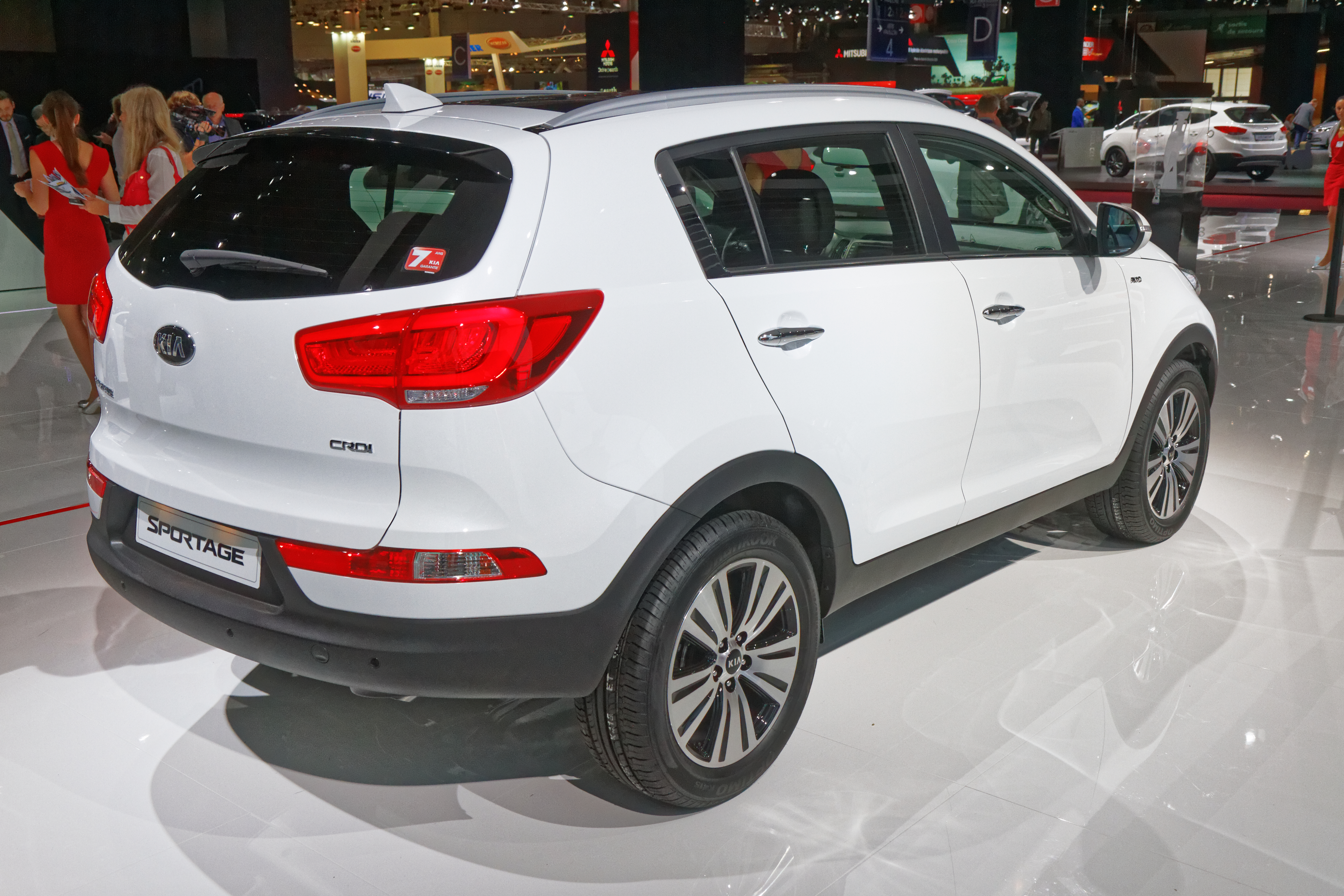
Kia Sportage III phase 2
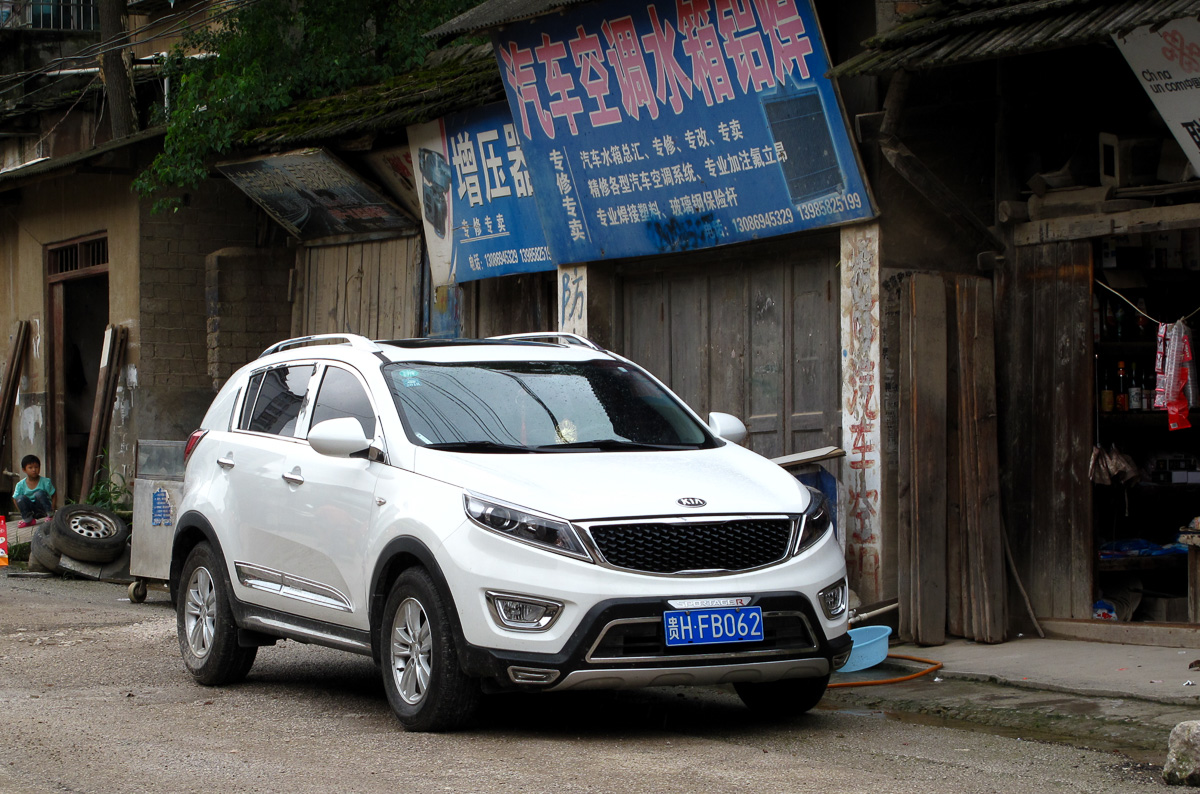
Kia Sportage III R (modèle chinois)

### Finitions
- Edition 7
- Origins
- Origins Ultimate

## Quatrième génération (2016-2021)
Le quatrième opus du Kia Sportage est présenté au salon de Francfort 2015 le 15 septembre, puis lancé en janvier 2016 en même temps que le nouvel Hyundai Tucson avec qui il partage une bonne partie des mécaniques et s'inspire du design du Kia KX3,. Les photos officielles de ce SUV ont été vues mi-août 2015.
En 2018, le Sportage IV est restylé pour le millésime 2019 : les optiques reçoivent une nouvelle signature lumineuse, la lame chromée rejoint la plaque d'immatriculation, les feux additionnels dans les boucliers sont redessinés, la baguette qui entoure les feux arrière sur le hayon s'adapte à leur couleur. Il adopte une hybridation légère 48 V sur un nouveau moteur diesel 2.0 Ecodynamics+ qui permet de baisser les consommations et les émissions de CO2.

### Motorisations
Kia propose sur ce nouveau modèle un 2.0l CRDI de 190 ch qui fait son apparition en haut de gamme. La transmission reste également inchangée avec une boîte manuelle et automatique à 6 vitesses disponibles.
En essence, le Sportage est doté de la nouvelle génération de moteurs de la marque sud-coréenne, qui pourrait proposer un 1.2 turbo de 132 ch en entrée de gamme, un 2.0l, avec des puissances comprises entre 170 et 200 chevaux, qui devrait constituer le cœur de l’offre. Enfin, pour les fans de puissance, un 2.4l turbo de 260 chevaux devrait venir chapeauter la gamme.
(Sources: auto-moto.fr)

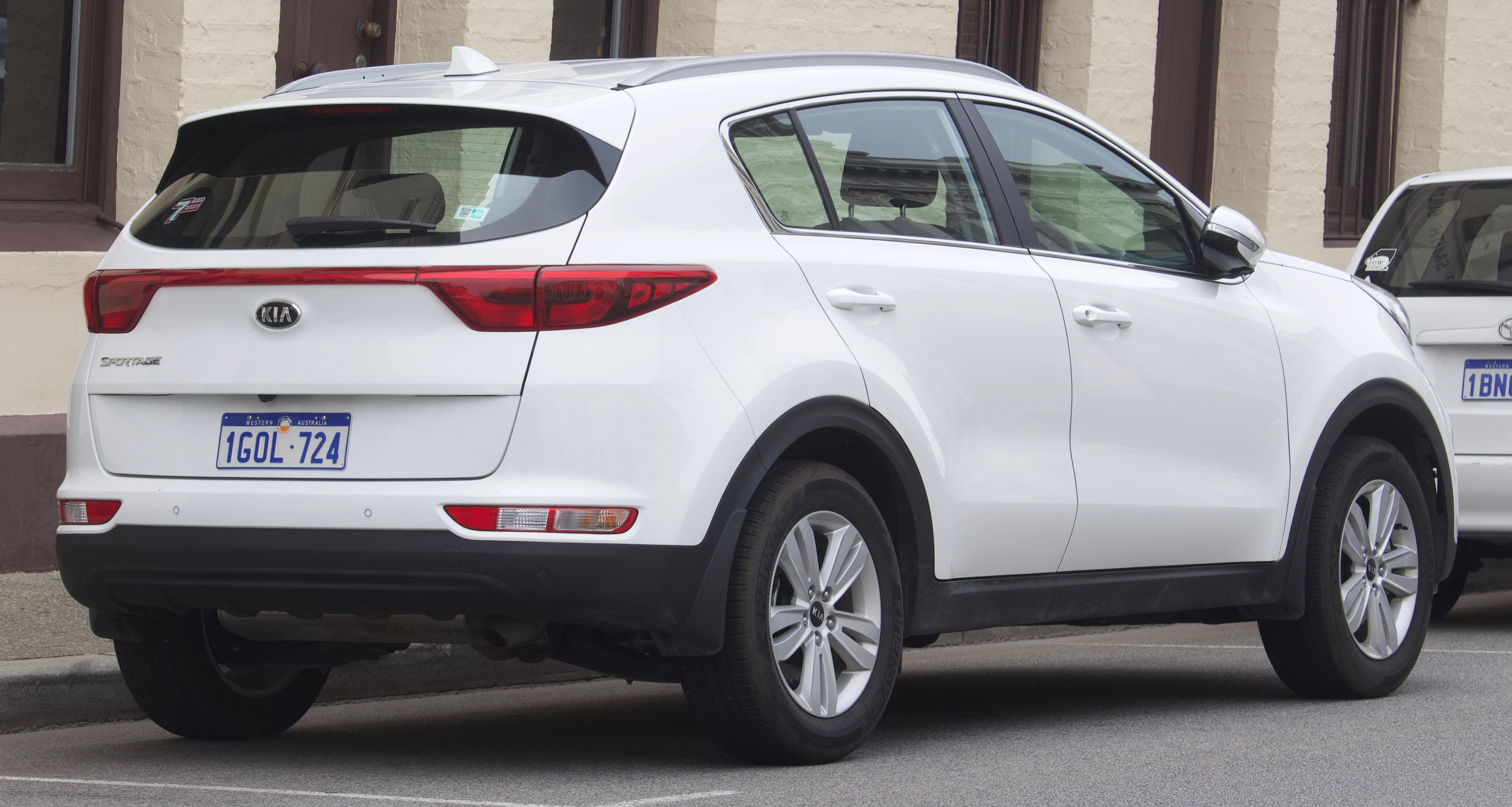
Kia Sportage IV phase 1
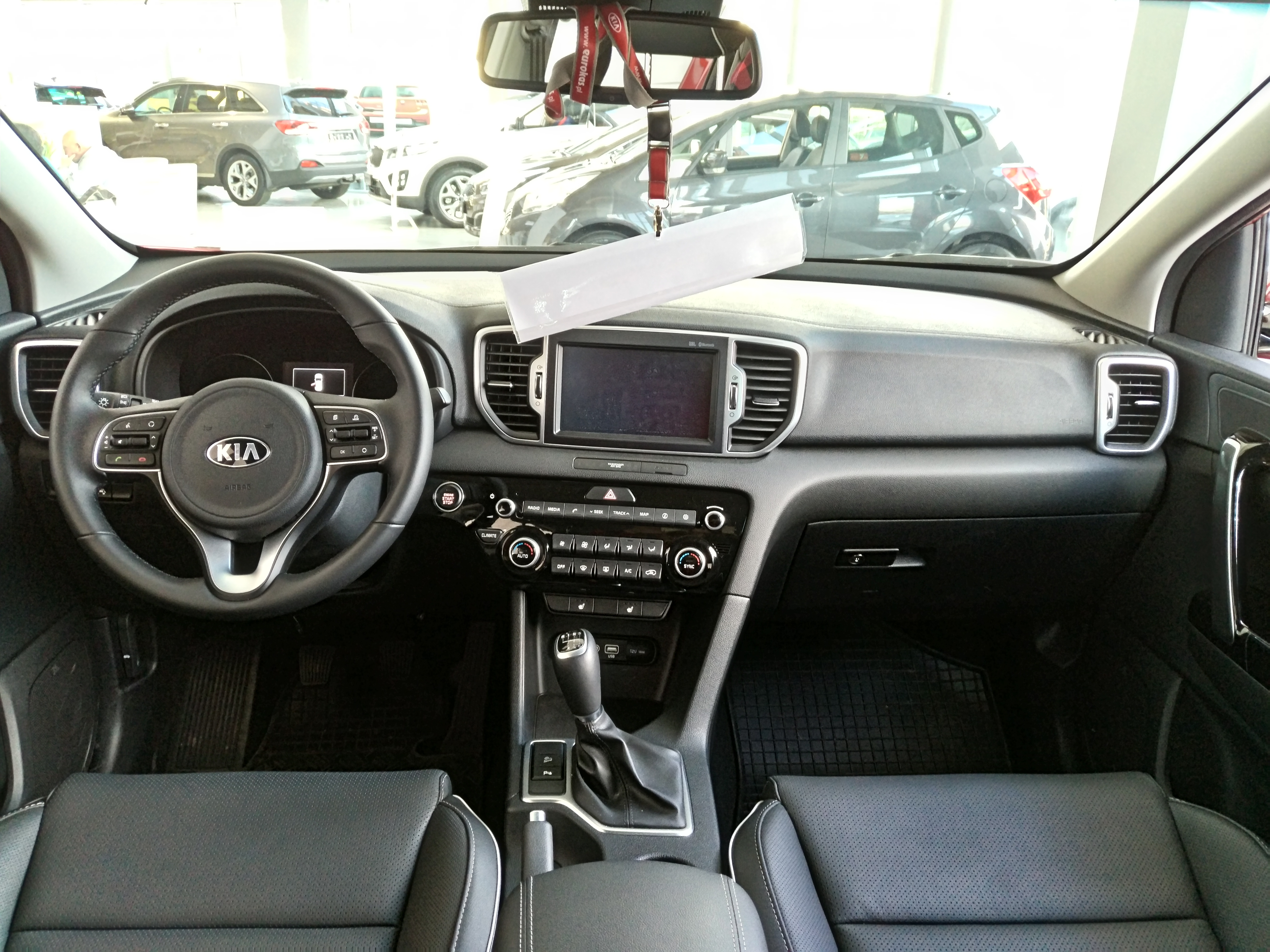
Kia Sportage IV phase 1 (intérieur)
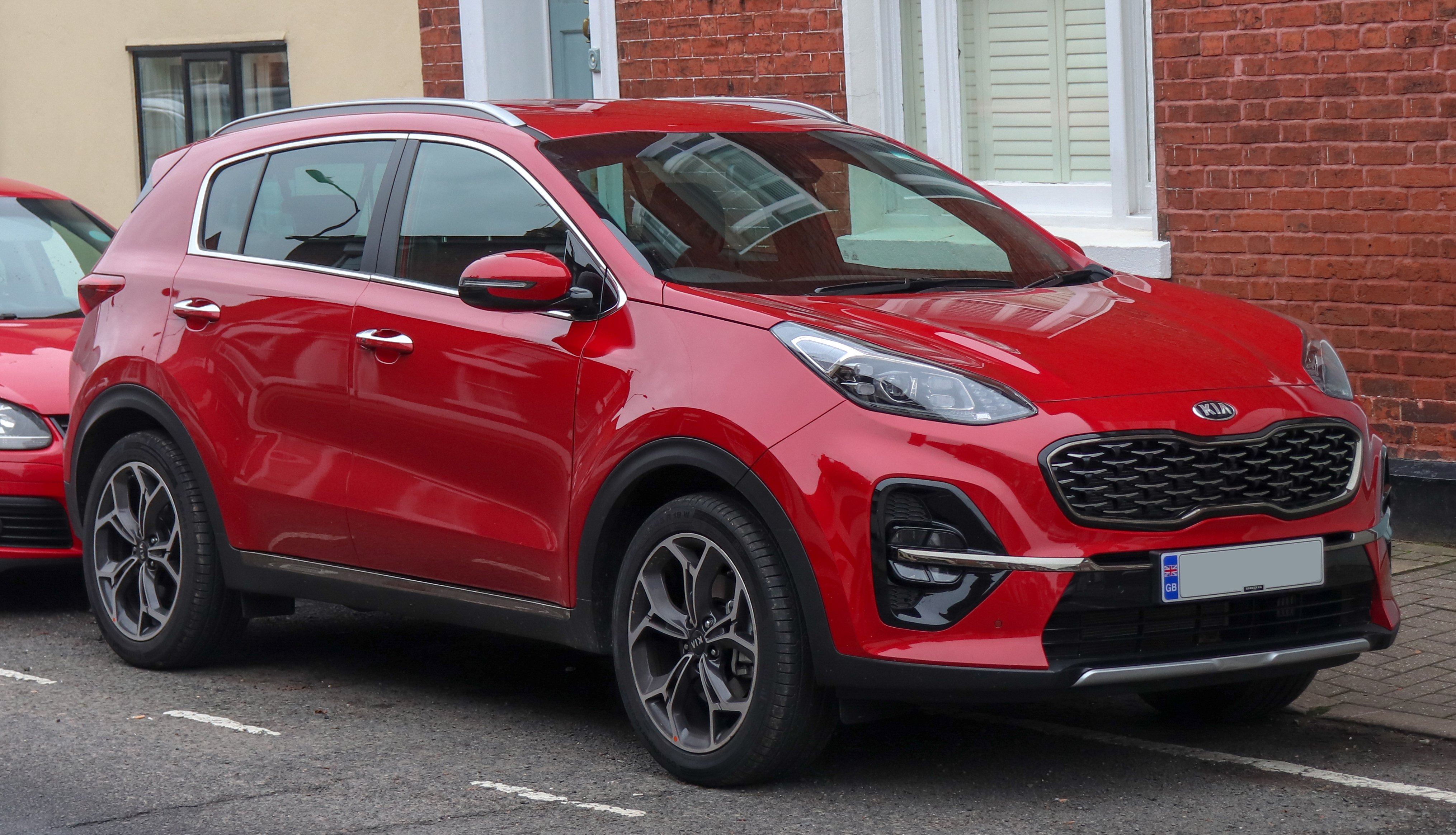
Kia Sportage IV phase 2
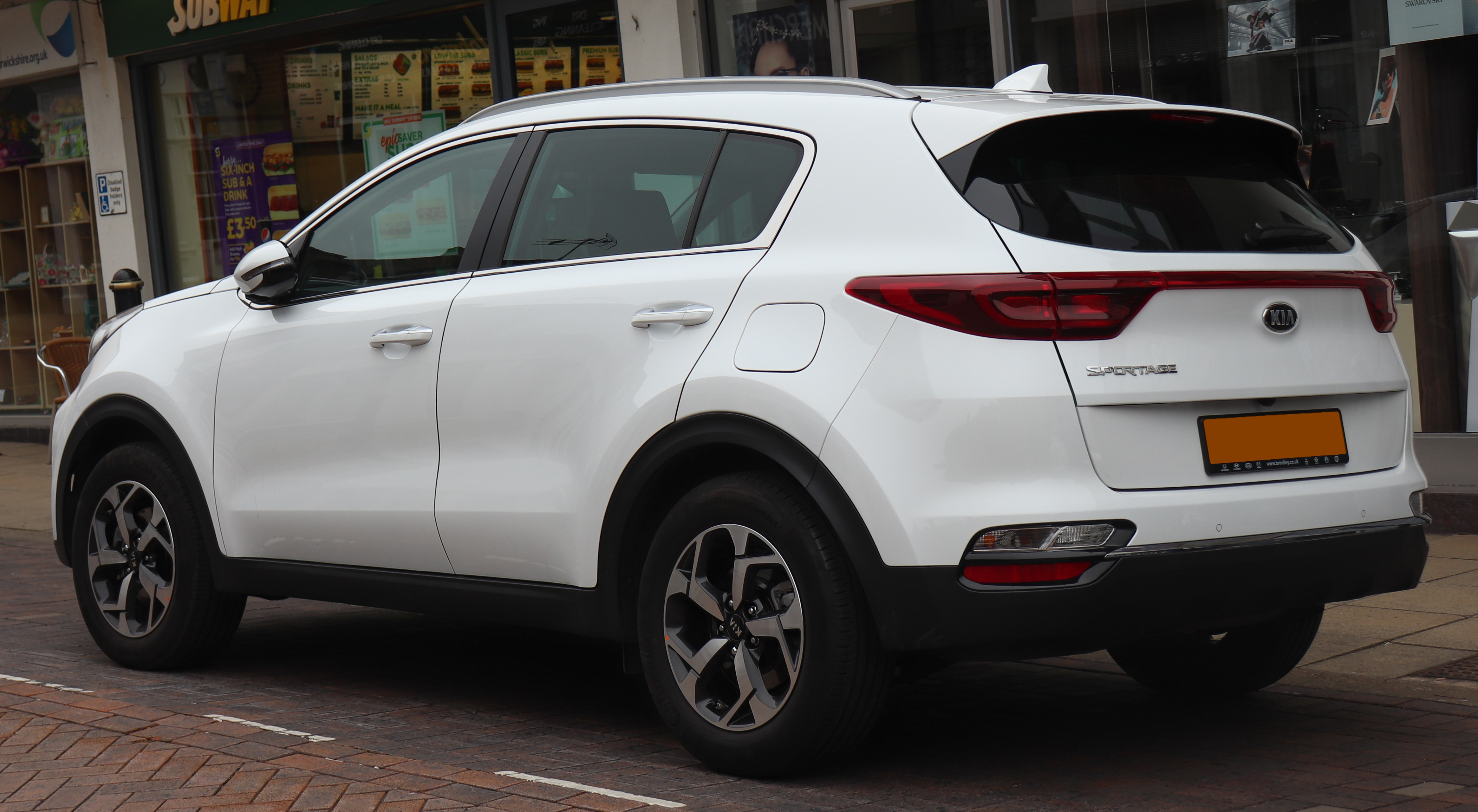
Kia Sportage IV phase 2
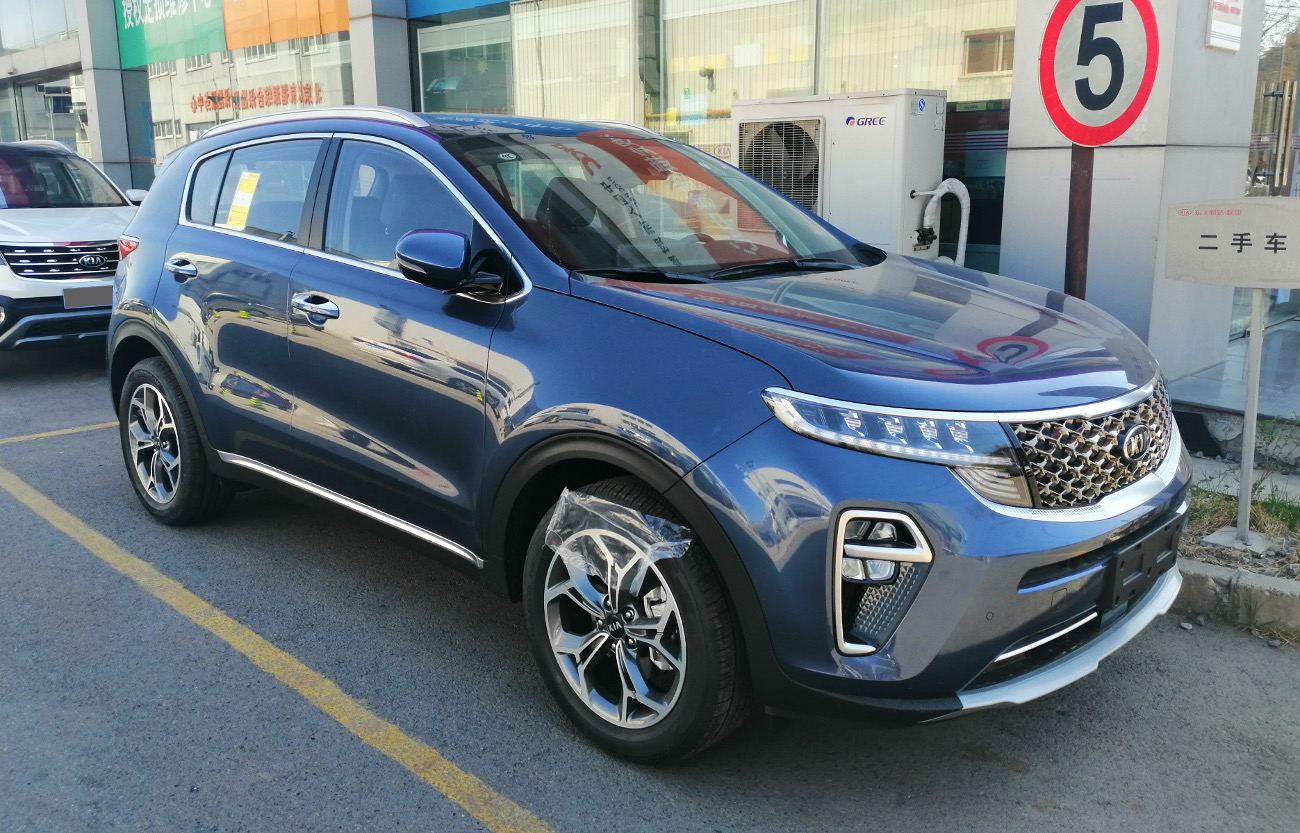
Kia KX5 (modèle chinois)
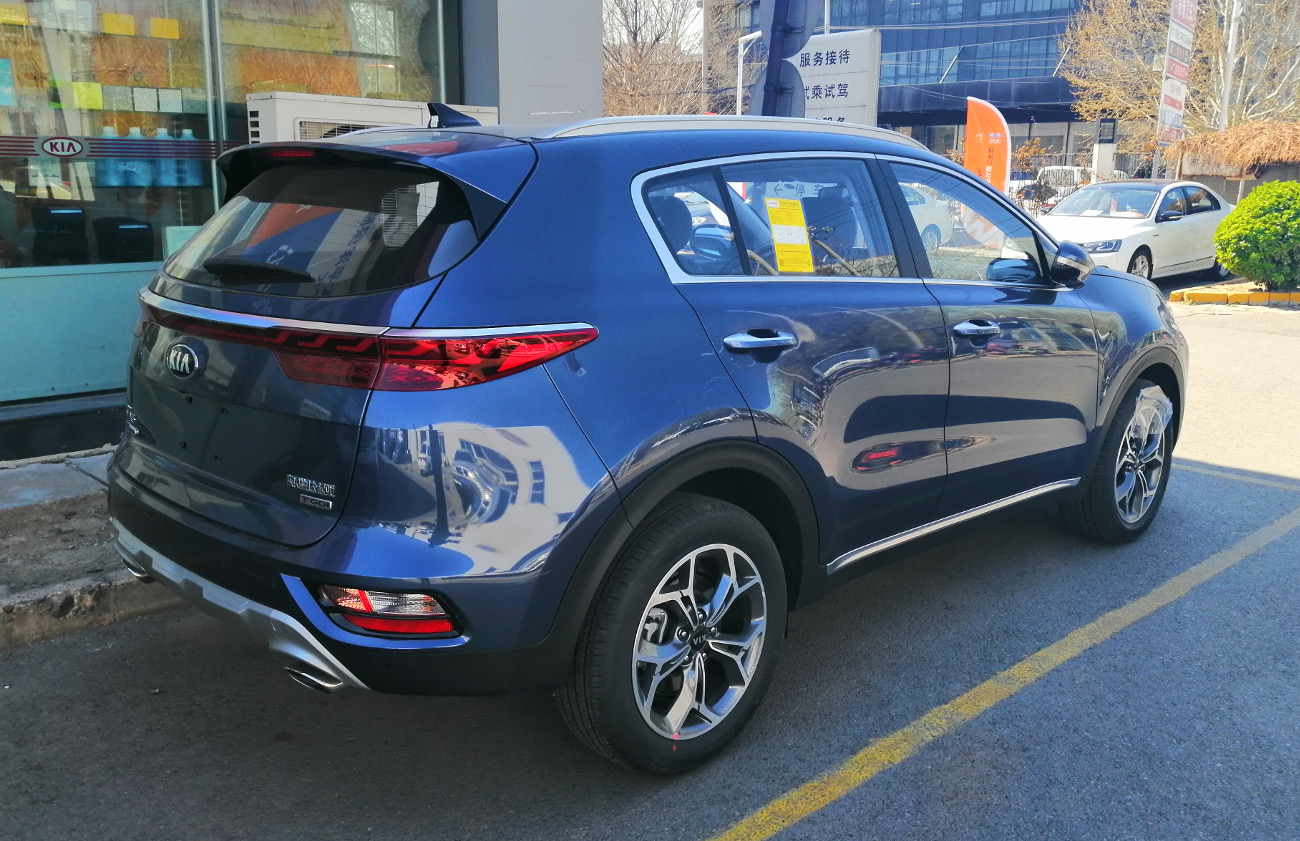
Kia KX5 (modèle chinois)

### Finitions
- Motion
- Active
- Design
- GT Line
- GT Line Premium

#### Série spéciale
- Black Edition (2021)[12]

## Cinquième génération (2021-...)

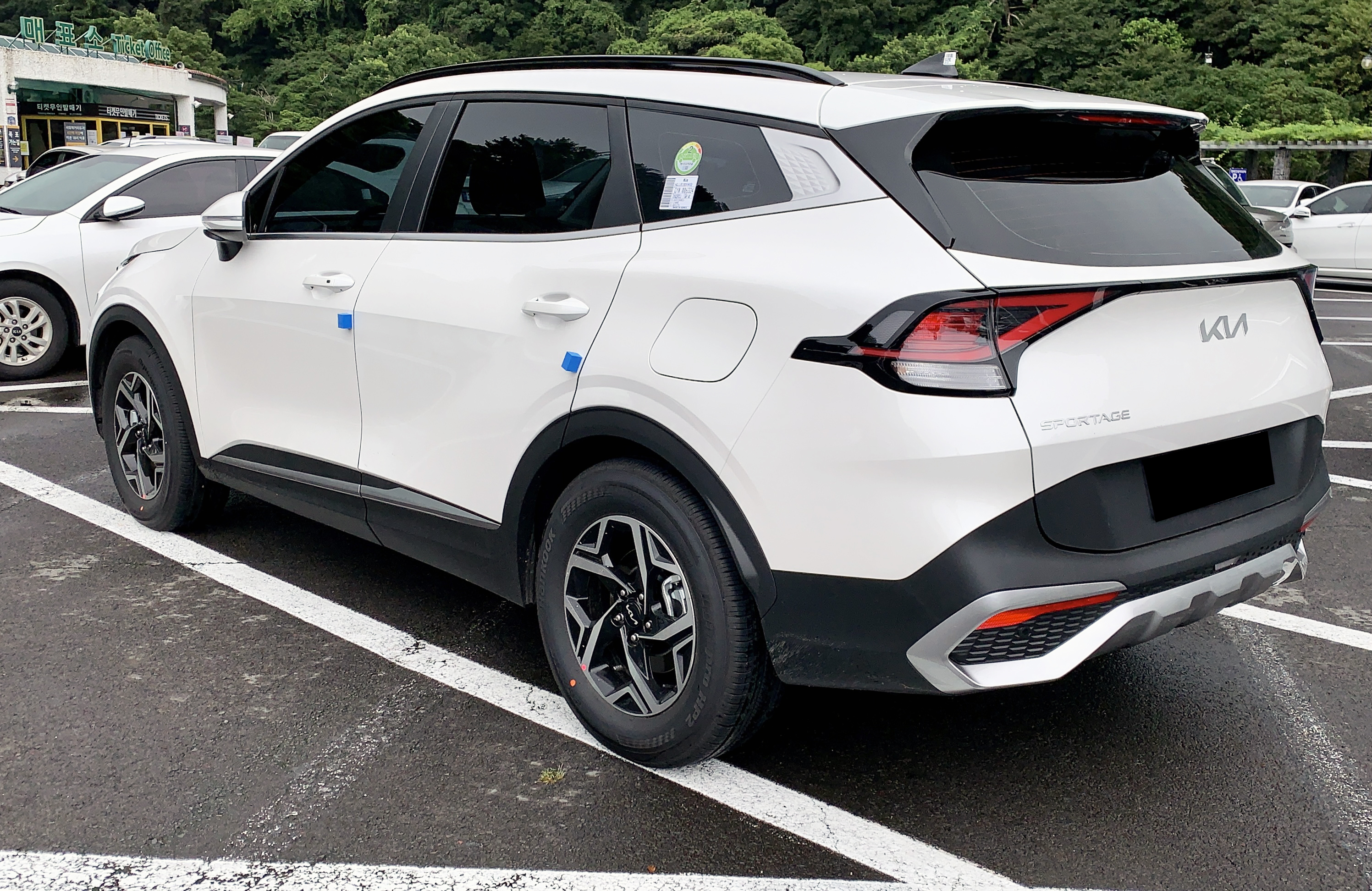
Kia Sportage V (version longue).

La cinquième génération du Kia Sportage est présentée le 8 juin 2021 et commercialisée fin 2021 à l'international. Une version plus courte est présentée le 1er septembre 2021 pour une commercialisation en Europe en décembre de la même année. La cinquième génération de Kia Sportage partage la plate-forme avec le tout nouveau Tucson et bénéficie de l'utilisation de matériaux allégés et de l'introduction de nouvelles technologies, notamment des groupes motopropulseurs électrifiés.

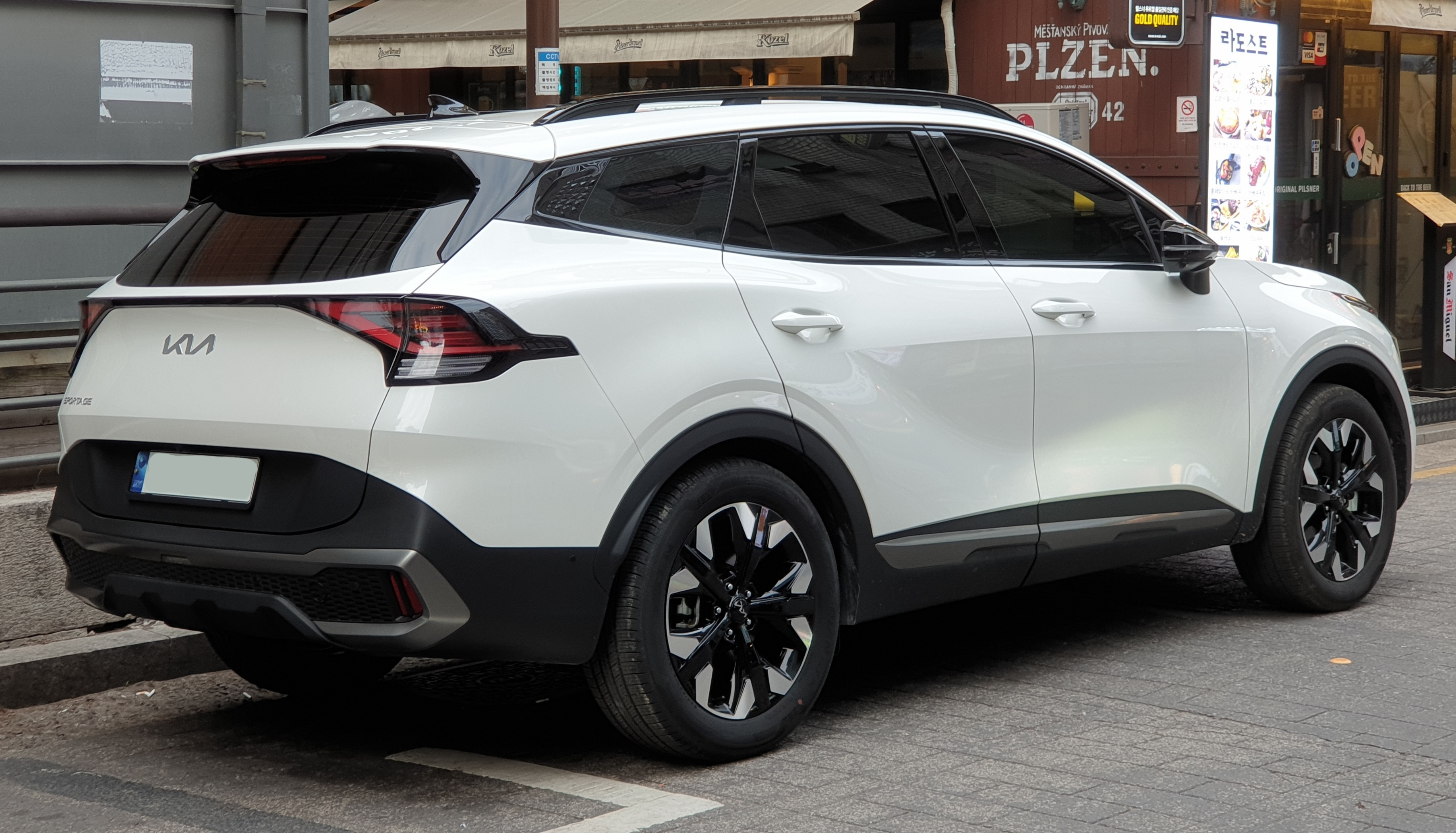
Kia Sportage V (modèle long)
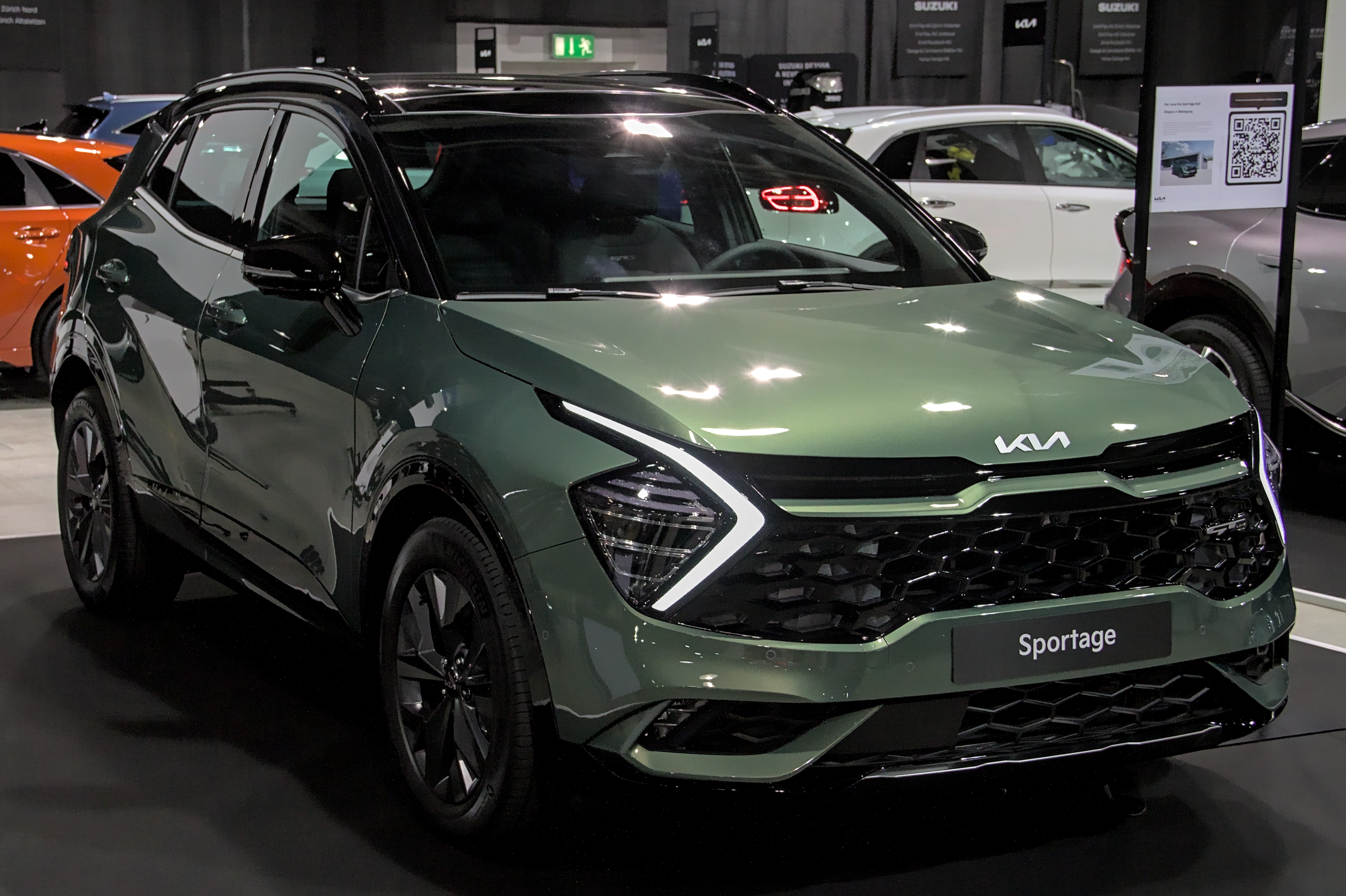
Kia Sportage V (modèle court)
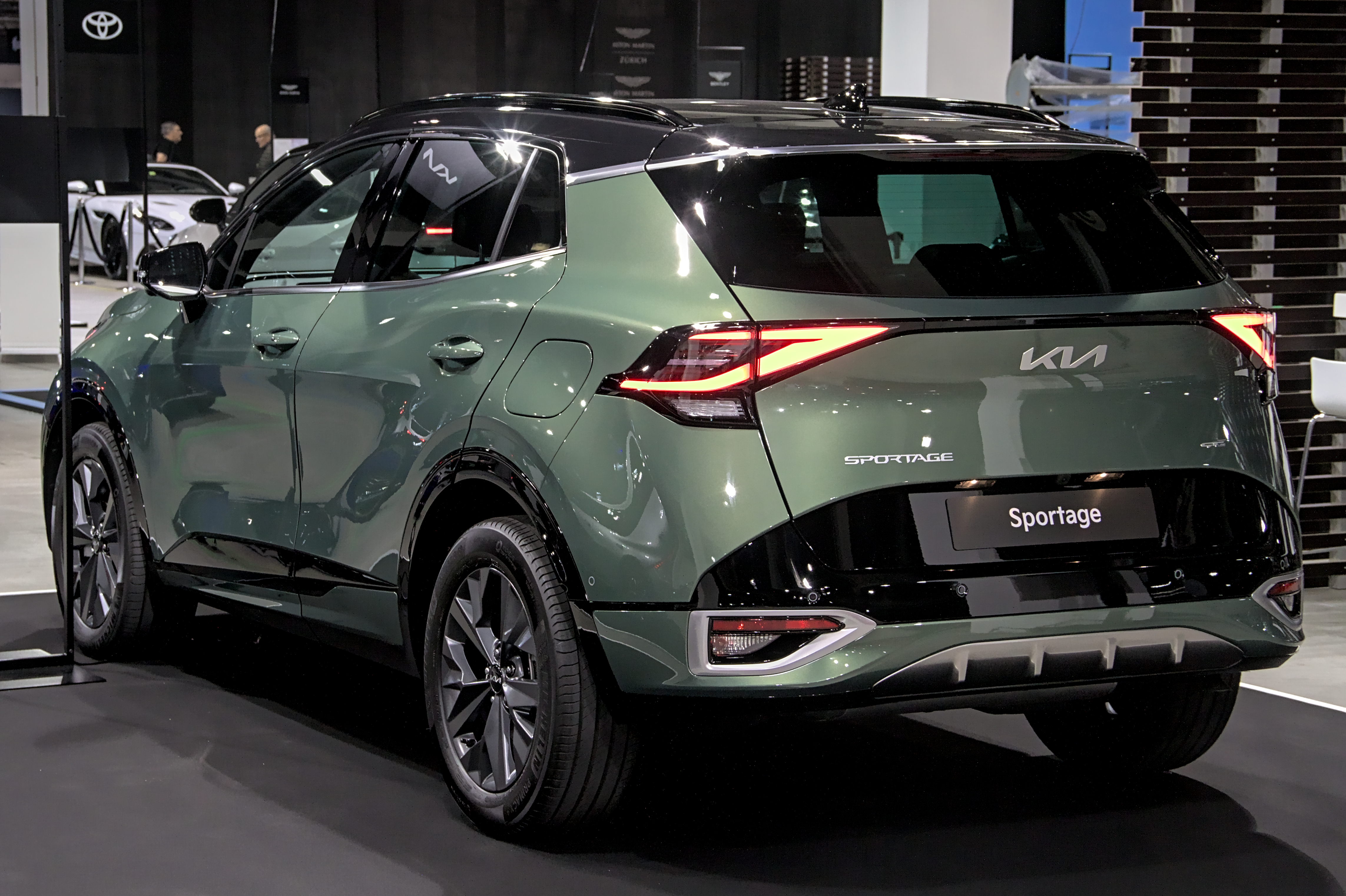
Kia Sportage V (modèle court)
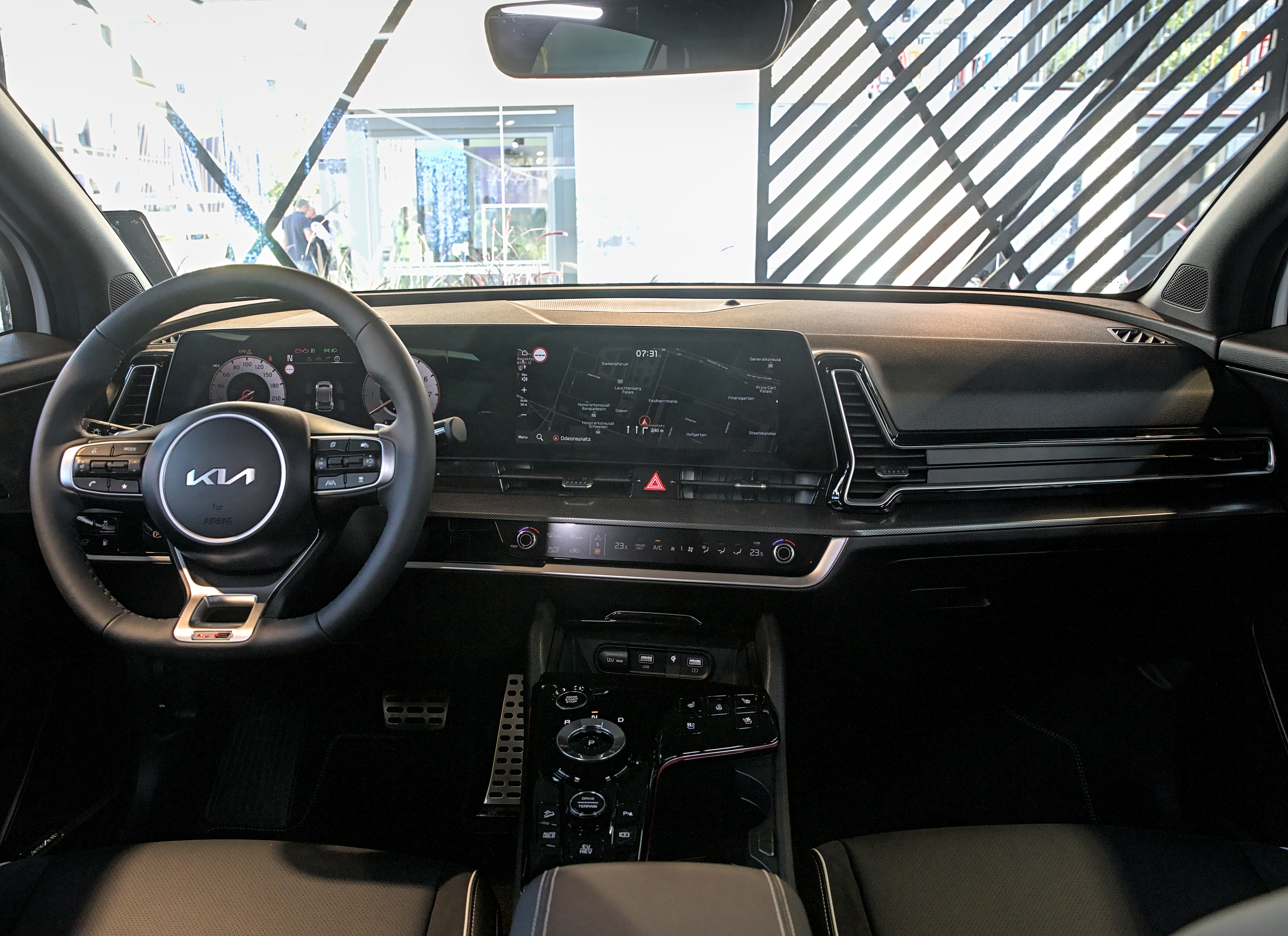
Kia Sportage V (intérieur)

### Phase 2
La version restylée du Kia Sportage est dévoilée en octobre 2024.

### Motorisations
Le Sportage V reçoit deux motorisations en micro-hybridation, avec en essence le 4-cylindres 1.6 T-GDI de 150 ch (boîte manuelle 6 rapports ou double embrayage 7 rapports) et en diesel le 4-cylindres 1.6 CRDi de 136 ch (boîte double embrayage 7 rapports).
La motorisation hybride est dotée du 4-cylindres essence 1.6 T-GDi de 230 ch (boîte automatique à 6 rapports) et l'hybride rechargeable est plus puissante avec le 4-cylindres 1.6 T-GDi de 265 ch (boîte automatique à 6 rapports).
Le Sportage peut recevoir une transmission intégrale sur les versions diesel et sur l'hybride, quant l'hybride rechargeable est de série en quatre roues motrices.
En 2022, l'organisme Green NCAP, chargé d'évaluer les performances environnementales des véhicules, attribue la note de 2/5 pour le Kia Sportage.
|                                                    | Qualité de l'air | Rendement énergétique | Gaz à effet de serre | SCORE FINAL |
| -------------------------------------------------- | ---------------- | --------------------- | -------------------- | ----------- |
| Kia Sportage 1.6 T-GDi 48V AWD (boîte automatique) | 5/10             | 3,2/10                | 1,5/10               | 2/5 étoiles |

### Finitions
Europe
- Motion
- Active
- Design
- GT Line Premium

Amérique du nord
- LX
- X-Line
- EX
- EX Premium
- X-Line Limitée

## Ventes
| Année | États-Unis | Mexique | Corée du Sud | Chine    | Chine      | Chine  | Europe  | Monde   |
| Année | États-Unis | Mexique | Corée du Sud | Sportage | Sportage R | KX5    | Europe  | Monde   |
| ----- | ---------- | ------- | ------------ | -------- | ---------- | ------ | ------- | ------- |
| 1998  | 28,582     |         |              |          |            |        | 5,830   |         |
| 1999  | 52,383     |         |              |          |            |        | 13,133  |         |
| 2000  | 62,350     |         | 2,506        |          |            |        | 18,320  |         |
| 2001  | 52,369     |         | 2,922        |          |            |        | 13,508  |         |
| 2002  | 39,436     |         | 1,399        |          |            |        | 5,820   |         |
| 2003  | 5,616      |         | 0            |          |            |        | 2,913   |         |
| 2004  | 121        |         | 27,559       |          |            |        | 1,394   |         |
| 2005  | 29,009     |         | 57,031       |          |            |        | 38,631  |         |
| 2006  | 37,071     |         | 35,867       |          |            |        | 32,147  |         |
| 2007  | 49,393     |         | 32,563       | 5,713    |            |        | 32,076  |         |
| 2008  | 32,754     |         | 23,974       | 32,500   |            |        | 26,372  |         |
| 2009  | 42,509     |         | 27,874       | 43,828   |            |        | 22,687  |         |
| 2010  | 23,873     |         | 44,770       | 67,740   | 11,713     |        | 29,219  |         |
| 2011  | 47,463     |         | 52,018       | 44,754   | 64,341     |        | 67,623  |         |
| 2012  | 36,357     |         | 43,993       | 41,182   | 75,969     |        | 83,023  | 359,742 |
| 2013  | 32,965     |         | 29,168       | 44,952   | 88,285     |        | 90,342  |         |
| 2014  | 42,945     |         | 47,729       | 40,474   | 96,472     |        | 96,556  |         |
| 2015  | 53,739     | 5,875   | 52,748       | 29,461   | 81,522     |        | 104,984 | 399,969 |
| 2016  | 81,066     | 18,772  | 49,877       | 9,302    | 78,176     | 62,254 | 138,218 | 515,067 |
| 2017  | 72,824     | 20,278  | 42,232       |          | 32,514     | 20,641 | 129,595 |         |
| 2018  | 82,823     | 18,864  | 37,373       | 13,873   | 75,180     | 5,951  | 121,197 | 501,367 |
| 2019  | 89,278     | 15,876  | 28,271       |          | 85,708     | 8,703  | 110,514 |         |
| 2020  | 84,343     | 8,168   | 18,425       |          | 68,750     | 11,285 | 69,016  | 366,929 |
| 2021  | 94,601     | 8,372   | 39,762       |          |            |        |         |         |

## Sources
- (fr) Site officiel français